# Chiesa dei Santi Eusebio e Carlo
La chiesa dei Santi Eusebio e Carlo, più comunemente conosciuta come chiesa di Sant'Eusebio, è un edificio di culto cattolico del centro storico di Como.

## Storia
Le più antiche attestazioni scritte dell'esistenza della chiesa di Sant'Eusebio risalgono all'ultimo quarto del XII secolo. Stando a quanto riportato da Cesare Cantù, la chiesa sarebbe stata costruita dai comaschi in espiazione della violazione delle chiese dell'Isola Comacina, messa a ferro e fuoco dalle truppe dell'esercito cittadino durante la guerra decennale. Nel secolo successivo, la chiesa di Sant'Eusebio risulta elencata tra le chiese facenti parte della pieve di Zezio.
La chiesa Sant'Eusebio è attestata come parrocchiale già durante la visita pastorale di Feliciano Ninguarda, al quale si deve la decisione di invertire l'orientamento della struttura dell'edificio. Ulteriori rimaneggiamenti si registrarono nei secoli successivi.
Dal 1805 al 1931, la chiesa di Sant'Eusebio costituì una sussidiaria del Duomo di Como.
Nel corso del XIX secolo, la facciata dell'edificio religioso fu dotata di un pronao con colonne ioniche, realizzato in stile neoclassico su progetto di Biagio Magistretti.
Sul lato destro della chiesa, nel 1933 venne costruito il campanile, progettato dall'architetto Zanchetta.
Nel 1934 la chiesa recuperò il rango di parrocchiale, oltre a una nuova dedicazione che tenesse conto anche di San Carlo. Dal 2003 la chiesa dei Sant'Eusebio e Carlo è alle dipendenze della basilica di San Fedele.

## Descrizione

### Interni
La navata centrale è coperta da una volta a botte, ornata da una serie di affreschi neoclassici. Sempre sulla volta, i dipinti raffiguranti i santi Pietro e Paolo, Matteo, Marco, Luca e Giovanni vennero eseguiti da Mario Albertella nel corso del quarto decennio del Novecento. La navata si conclude nel presbiterio, decorato nel corso del Seicento e dominato da una pala dell'altare di Carlo Innocenzo Carloni, opera raffigurante Sant'Eusebio in adorazione di un quadro della Madonna del Buon Consiglio.
Il fonte battesimale, chiuso da una scultura in legno realizzata nel 1939, si trova nei pressi di un confessionale databile al XVII secolo.
Lungo i fianchi della chiesa si aprono sei cappelle, tre per ogni lato.

#### Cappelle del lato sinistro
Sul lato sinistro, che ancora conserva alcune finestre a feritoia appartenenti alla struttura originaria, la prima cappella è Novecentesca. La seconda cappella - intitolata a san Giuseppe - è ornata da un quadro tardosettecentesco raffigurante san Camillo de Lellis, dipinto, la cui paternità è attribuita a Gian Pietro Romegialli; quest'opera, unitamente al vicino dipinto della Compagnia dei Poveri, fino al 1764 si trovavava nella prospiciente cappella sul lato opposto, dove era stata trasportata dalla chiesa di San Giovanni in Atrio. Al Seicento risalirebbero invece gli affreschi che, sempre nella cappella di San Giuseppe, decorano la volta.
Al Seicento risalgono anche gli stucchi e gli affreschi che ornano l'ultima cappella del lato destro, intitolata al Crocifisso, nella quale trovava posto un altare eseguito tra il 1620 e il 1624 da Remigio e Abbondio Vittani. Coeva è la statua del Crocefisso conservata in questa cappella.

#### Cappelle del lato destro
Seicentesca (ma risistemata nel 1937) è anche la cappella che, sul lato destro si trova più vicino al presbiterio. Già intitolata ai santi Crispino e Crispiniano, dal 1748 questa cappella conserva un quadro raffigurante la Madre del Buon Consiglio, opera proveniente da Roma. In precedenza, la pala d'altare di questa cappella era costituita da un'Annunciazione dipinta poco oltre il 1668 dal mendrisiense Innocenzo Torriani .
La seconda cappella di destra, intitolata a san Camillo de Lellis fino al XVIII secolo, venne successivamente ridedicata a san Carlo Borromeo, protagonista della Gloria e delle Scene della peste del 1630 affrescate nel 1934 da Eliseo Fumagalli sulle pareti della cappella stessa. Lo stesso santo è il soggetto principale della pala d'altare che orna la cappella, opera Settecentesca nel quale il Borromeo è raffigurato nell'atto di dare la comunione a san Luigi Gonzaga.
Novecentesca è invece la cappella di destra più prossima alla controfacciata, anch'essa decorata nel corso del XX secolo.